# 1971 في البرازيل
فيما يلي قوائم الأحداث التي وقعت خلال عام 1971 في البرازيل.

## رياضة
- 1 يناير – الدوري البرازيلي لكرة القدم 1971

## مواليد

### يناير
- 10 يناير – روبرتو ده أسيس موريرا لاعب كرة قدم برازيلي.[1]
- 26 يناير – روجيريو لوبو ملاكم برازيلي.

### فبراير
- 1 فبراير – أدريانا ليزا ممثلة ومغنية برازيلية.[2]
- 1 فبراير – مارسيلينهو ماريوكا لاعب كرة قدم برازيلي.[3][3]

### مارس
- 1 فبراير – مارسيلينهو ماريوكا لاعب كرة قدم برازيلي.[3][3]
- 15 مارس – إولر إلياس دي كارفاليو لاعب كرة قدم برازيلي.[4]
- 30 يوليو – مارسيو روجيريو دي أنداردي لاعب كرة قدم برازيلي.

### أبريل
- 2 أبريل – إدموندو لاعب كرة قدم برازيلي.[5]
- 3 أبريل – روبرت دا سيلفا ألميدا لاعب كرة قدم برازيلي.[6]
- 20 أبريل – فالدوني فريتاس دا ماتا لاعب كرة قدم برازيلي.

### مايو
- 14 مايو – أوسياس لاعب كرة قدم برازيلي.[7]

### يونيو
- 26 يونيو – ليوناردو غاسيبا لاعب كرة قدم برازيلي.
- 27 يونيو – سيرجينهو لاعب كرة قدم برازيلي.[8]

### يوليو
- 13 يوليو – موريلو بينيشيو ممثل برازيلي.
- 15 يوليو – باولو سيزار بونفيم لاعب كرة قدم برازيلي.
- 18 يوليو – فرانشيسكو نارشيزوؤ لاعب كرة قدم برازيلي.
- 19 يوليو – أنيس غزاوي محامية برازيلية.
- 25 يوليو – روسيلي غوستافو لاعبة كرة سلة برازيلية.
- 30 يوليو – مارسيو روجيريو دي أنداردي لاعب كرة قدم برازيلي.
- 31 يوليو – إليفيلتون ألفيس روفينو لاعب كرة قدم برازيلي.[9]

### أغسطس
- 10 أغسطس – فابيو اسونساو ممثل برازيلي.[10]
- 13 أغسطس – لويس كارلوس لاعب كرة قدم برازيلي.

### سبتمبر
- 21 سبتمبر – دجاير كاي دي بريتو لاعب كرة قدم برازيلي.

### أكتوبر
- 27 أكتوبر – فالديني روشا دي أوليفيرا لاعب كرة قدم برازيلي.

### ديسمبر
- 1 ديسمبر – دينيلسون دا روشا سانتوس لاعب كرة قدم برازيلي.
- 4 ديسمبر – كارلوس سواريس غاري لاعب كرة قدم برازيلي.
- 6 ديسمبر – بلبل كوستا لاعب كرة قدم برازيلي.
- 18 ديسمبر – أنتونيو بينتو دوس سانتوس لاعب كرة قدم برازيلي.[11]

## وفيات

### يوليو
- 15 يوليو – روبيرتو إيميليو داكونها (مواليد 1912) لاعب كرة قدم برازيلي.
- 15 يوليو – روميو بيليكياري (مواليد 1911) لاعب كرة قدم برازيلي.